# سان جيرمان دو تاليفاند لا لاند فومونت
سان جيرمان دي تاليفاند لا لاند فومونت هي بلدية فرنسية سابقة، تقع في إقليم كالفادوس في منطقة نورماندي. أصبحت جزءًا من بلدية جديدة تُعرف باسم "فير نورماندي" في 1 يناير 2016. يبلغ عدد سكانها 1943 نسمة.
يُلاحظ أن اسم البلدية ناتج عن اندماج بلديتي سان جيرمان دي تاليفاند ولا لاند فومونت في عام 1973، وهو ما يجعلها واحدة من ثلاث بلديات في فرنسا تحمل أكبر عدد من الحروف (38 حرفًا بالفرنسية).

## الجغرافيا
البلدة تقع جنوب فير، حيث أن الشمال من أراضيها يشكل ضاحية للمدينة. وهي متاخمة لإقليم لا مانش (بلديات غاثيمو، فانجون، وشوليو). تقع بلدة سان جيرمان دي تاليفاند، بعيداً قليلاً عن الطريق الوطني رقم 577، على بعد 5 كم جنوب فير و 9.5 كم شمال سوردوفال. أما بلدة لا لاند فومونت، فتقع في الشرق. تمتد المنطقة على مساحة 4,189 هكتارًا، مما يجعلها أكبر بلدة في منطقة فير.
تقع المنطقة جنوب بوكاج فيروا. يوضح أطلس المناظر الطبيعية للباس نورماندي موقع البلدة على حدود ثلاث وحدات. الجزء الأكبر منها في وحدة المرتفعات فيروا الغربية ومورتان الذي يقع بشكل رئيسي في الجزء الشمالي الغربي من إقليم أورن، ويتميز بـ "مناظر طبيعية، مميزة بتضاريس معقدة شُكلت بواسطة الأنهار التي تتفرع منها مياه الشرب". الجزء الشمالي من الإقليم، بالقرب من فير، يقع في وحدة حوض فيروا.
يعبر بلدة سان جيرمان دي تاليفاند لا لاند فومونت من الشمال إلى الجنوب الطريق الوطني رقم 577 (الطريق الوطني 177 القديم) الذي يربط بين فير وسوردوفال ومورتان. تنضم على أراضي فير إلى الطريق الوطني رقم 76 الذي يؤدي إلى الجنوب الغربي إلى غاثيمو. الطريق الوطني رقم 218 الذي يربط البلدة بـ الطريق الوطني رقم 577 يقود إلى سانت سيفر كالفادوس إلى الغرب ويمتد شرقاً نحو تروتيمير لو غراند عبر البلدة الصغيرة لا لاند فومونت. يتقاطع مع الطريق الوطني رقم 282 الذي يبدأ أيضًا من الشمال بإتجاه شوليو في الجنوب الشرق. يعبر الغرب من البلدة الطريق الوطني رقم 305 الذي يربط بين مارتيلي (سانت مارتن دي تاليفاند) في الشمال وسوردوفال في الجنوب.
تقع محطة فير للقطارات على بعد حوالي 5 كم من بلدة سان جيرمان دي تاليفاند.